# شعار السويد
شعار نبالة مملكة السويد (بالسويدية: Sveriges riksvapen) لديه إصدار أكبر/أعظم وإصدار أصغر/أدنى.

## تنظيم الاستخدام
استخدام شعار النبالة محكوم بالقانوان السويدي، قانون 1970:498، والذي ينص (ترجمة غير رسمية): أن في النشاطات التجارية، لا يجوز استخدام شعار النبالة، والعلم، وأي شعار رسمي آخر للسويد في العلامات التجارية أو شعارات لمنتجات أو خدمات بدون تصريح. هذا يشمل أي علامة أو نص يُشير إلى الدولة السويدية حيث يمكن أن يعطي العلامة التجارية صفةً رسمية. هذا يشمل شعارات نبالة البلديات حيث أنها مسجلة."
أي تمثيل يتكون من ثلاثة تيجان مرتبة اثنين فوق واحد يُعتبر شعار نبالة أدنى، وبالتالي استخدامه محكوم بالقانون 1970:498.